# Glenea signaticollis
Glenea signaticollis là một loài bọ cánh cứng trong họ Cerambycidae.